# Ленокс (Јужна Дакота)
Ленокс (енгл. Lennox) град је у америчкој савезној држави Јужна Дакота.

## Демографија
По попису из 2010. године број становника је 2.111, што је 74 (3,6%) становника више него 2000. године.
| Група             | 2000.         | 2010.         |
| Белци             | 2.001 (98,2%) | 2.053 (97,3%) |
| Афроамериканци    | 1 (0,0%)      | 3 (0,1%)      |
| Азијати           | 1 (0,0%)      | 8 (0,4%)      |
| Хиспаноамериканци | 15 (0,7%)     | 23 (1,1%)     |
| Укупно            | 2.037         | 2.111         |